# آرپی‌سی‌اس۳
آرپی‌سی‌اس۳ (به انگلیسی: RPCS3) یک شبیه‌ساز و دیباگر کنسول بازی ویدیویی رایگان و منبع باز برای سونی پلی استیشن ۳ است که بر روی سیستم عامل‌های مایکروسافت ویندوز، لینوکس، فری‌بی‌اس‌دی و مک‌اواس اجرا می‌شود و به بازی‌ها و نرم‌افزارهای پلی استیشن ۳ امکان اجرا و اشکال زدایی در رایانه را می‌دهد. این برنامه در زبان برنامه‌نویسی C++ با هدف قرار دادن سی‌پی‌یوهای x86-64 توسعه یافته است و اوپن‌جی‌ال و وولکان را به‌عنوان رندرهای پشتیبان خود دارد.
از ۲۴ مه ۲۰۲۲، لیست سازگاری ۲۲۰۷ بازی را به عنوان بازی قابل پخش و ۹۲۴ بازی را که می‌توانند درون بازی قرار دهند مشخص می‌کند.

## توسعه
علیرغم این ایده کلی که پیچیدگی معماری سلول پلی استیشن ۳ از شبیه‌سازی آن جلوگیری می‌کند، آرپی‌سی‌اس۳ در ۲۳ می ۲۰۱۱ توسط دو برنامه‌نویس به نام‌های DH و Hykem به عنوان یک شبیه‌ساز فعال منتشر شد. توسعه دهندگان ابتدا پروژه را در کد گوگل قرار دادند و در نهایت آن را در ۲۷ اوت ۲۰۱۳ به گیت‌هاب منتقل کردند. این شبیه‌ساز برای اولین بار توانست پروژه‌های ساده را در سپتامبر ۲۰۱۱ با موفقیت اجرا کند و اولین نسخه عمومی خود را در ژوئن ۲۰۱۲ با عنوان نسخه ۰٫۰٫۰٫۲ منتشر کرد.
در ۹ فوریه ۲۰۱۷، آرپی‌سی‌اس۳ اولین پیاده‌سازی خود را از یک زمان‌بندی رشته PPU دریافت کرد، که شبیه‌سازی ریزپردازنده سلول چند هسته‌ای را تقویت کرد. در ۱۶ فوریه ۲۰۱۷، آرپی‌سی‌اس۳ توانایی نصب سیستم عامل رسمی پلی استیشن ۳ را مستقیماً در سیستم فایل اصلی خود به دست آورد. در ماه مه ۲۰۱۷، گزارش شد که اجرای ای‌پی‌آی گرافیکی وولکان بهبود یافته و نزدیک به ۴۰۰٪ نشان داده است، که چندین بازی را به وضعیت «قابل پخش» رسانده است.
در آگوست ۲۰۲۲، توسعه دهندگان آرپی‌سی‌اس۳ حالت‌های ذخیره را در شبیه‌ساز پیاده‌سازی کردند. این ویژگی قبلاً به دلیل محدودیت‌های فنی غیرقابل اجرا در نظر گرفته شده بود.

## اطلاعیه حذف Atlus DMCA
آرپی‌سی‌اس۳ در آوریل ۲۰۱۷ به دلیل توانایی خود در شبیه‌سازی پرسونا ۵ مورد توجه رسانه‌ها قرار گرفت و به قابلیت پخش دست یافت. در سپتامبر ۲۰۱۷، اتلوس توسعه‌دهندهٔ پرسونا  یک اخطار حذف DMCA علیه صفحه پاترئون آرپی‌سی‌اس۳ صادر کرد. انگیزه این اقدام صفحه پاترئون این بود که به‌طور مکرر به پیشرفت شبیه‌ساز در شبیه‌سازی پرسونا ۵ اشاره می‌کرد. با این حال، این تقاضا تنها با حذف تمام مراجع پرسونا ۵ از صفحه برطرف شد.